# 下田屋有依
下田屋 有依（しもだや ゆい、1986年9月27日 - ）は日本の女性声優、ラジオパーソナリティ。
千葉県松戸市出身（出生地は東京都）。ニックネームは「だやちゃん」。

## 人物
日本ナレーション演技研究所本科を卒業後、A&Gアカデミー声優 & ラジオパーソナリティコースに入学し卒業（A&Gアカデミー5期生）。
中学の頃は声優にあこがれていたが、高校になって吉本新喜劇の女優になることも考えていた。
文化放送でラジオパーソナリティを務めるほか、舞台俳優として活躍中。とにかく元気で明るい性格であり、「Fカップセクシー」も魅力の一つである。
趣味はミュージカル、ディズニー、ジム通い、戦国甲冑行列。
2020年8月、自身のFacebookにてオフィス・ティービーの退所を報告。

## 出演

### テレビアニメ
- 銀魂（2009年、ナレーター）
- メガロボクス（2018年、AI音声）

### ゲーム
2014年
- ガンガン!! バトルRUSH!（オルガ）
- 白猫プロジェクト（ミラ・フェンリエッタ 、ミィニャ・ナゴール）

2015年
- 戦国修羅SOUL（立花闇千代、瀬名、菊姫、宮内卿局）

2016年
- 誰ガ為のアルケミスト（ユウナギ)
- ファントム オブ キル（ダーインスレイブ)
- 白猫テニス（ミラ・フェンリエッタ）

2020年
- モンスターストライク（2020年 - 2024年、真田昌幸）
- THE KING OF FIGHTERS ALLSTAR（プリティー・マキシマ）

### 吹き替え

#### 映画
- エンドレス・エクソシズム（ハンナ〈カービー・ジョンソン〉）
- close（リリー〈アナスタシア・マクファーソン〉）
- コロンビアーナ（シャーリー〈Nikea Gamby-Turner〉）
- サブジェクト8（レイシー）
- 3人のキリスト（モリー）
- 7月22日（ララ）
- コロンビアーナ（校長先生 他）
- CO2（アシュリー）
- デッドランド（レキシー）
- デッドレーン（ジュールス）
- ドライブファースター（メグ〈エマ・サットン〉）
- パッドマン 5億人の女性を救った男（パリー〈ソーナム・カプール〉[9]）
- ハッピー・デス・デイ
- ファミリー・マン ある父の決断（エリース・ジェンセン〈グレッチェン・モル〉）
- 54 フィフティ★フォー（ヴィヴ〈シェリー・ストリングフィールド〉）※Netflix版
- マッハ!無限大（トゥウェンティ）
- パワーレンジャー（宝石店の店員[10]）
- ミッション:インポッシブル/フォールアウト（自動音声[11]）
- ラスト・ムービースター（リル〈アリエル・ウィンター〉）
- ワンス・アポン・ア・タイム・イン・ハリウッド（フランチェスカ・カプッチ〈ロレンツァ・イッツォ〉[12]）

#### ドラマ
- トラベラーズ（グレース・デイ）
- THE BLACKLIST/ブラックリスト（ブリッグズ、ローズ）

#### アニメ
- ヴォルトロン（アルーラ姫）
- パシフィック・リム: 暗黒の大陸（ヘイリー･トラヴィス[13]）

### ラジオ
- アクターズゲート 我流!下田屋名取 （BBQR: 2008年10月8日 - 2009年3月）
- 下田屋有依の超!A&Gミュージック+TV （金曜日パーソナリティ、超!A&G+: 2009年3月6日 - 2009年9月25日）

### テレビ
- もうすぐお昼ですよ（千葉テレビ、リポーター、2009年12月-2010年9月[14]）

### 舞台
- 眠れる夜の１ダース (荻窪メガバックスシアター) （ドロップD、2007年8月）
- 銀河系ホームレス (新宿スペース107) （宇宙食堂、2007年11月）
- ディア・パーヴロヴィチ（紀伊國屋サザンシアター）（てにどう、2009年1月）
- 願いが化ける森（参宮橋トランスミッション）（劇団妄想侍、2014年12月）

### お笑いライブ
- 東京ビタミンB寄席（2009年3月）
- 大部屋ダイヤモンド（2009年5月）